# ورام حبيبي ويغنري
ورام حبيبي ويغنري أو حبيبوم واغنر أو داء واغنر الحبيبومي (بالإنجليزية: Wegener's granulomatosis)‏ هو مرض جهازي مجهول السبب يتظاهر بورامات حبيبية التهابية غير متجبنة حول الأوعية، وهو داء متعدد الأجهزة قد يؤثر في الجلد والمفاصل، تظاهراته الكلوية والرئوية مهددة للحياة، قد يصيب أي جزء من الجهاز التنفسي.
يعتمد العلاج على شدة المرض. يُعالج الداء الشديد عادةً بإشراك مثبطات المناعة مثل ريتوكسيماب أو سيكلوفوسفاميد مع الجرعات العالية من الستيرويدات القشرية لضبط الأعراض، وآزاثيوبرين وميثوتريكسات وريتوكسيماب للحفاظ على الهجوع. يُستخدم تبديل البلازما في الحالات الشديدة التي تتضرر فيها الرئة والكليتان والأمعاء.
يُقدر عدد الحالات الجديدة سنويًا بين 2.1-14.4 لكل مليون شخص في أوروبا. يندر ظهور هذا المرض لدى اليابانيين والأمريكيين الأفارقة، لكنه يشيع بين المنحدرين من أصول شمال أوروبية. يُقدر أن ورام واغنر الحبيبي يصيب 3  من بين كل 100,000 شخص في الولايات المتحدة، وتتساوى نسب الإصابة بين الرجال والنساء.

## العلامات والأعراض
تتنوع الأعراض في بداية المرض، وقد يتأخر التشخيص كثيرًا بسبب طبيعية الأعراض غير النوعية. يكون تهيج الأنف والتهابه عمومًا أول العلامات المشاهدة لدى أغلب المرضى، ويُصاب السبيل التنفسي العلوي مثل الأنف والجيوب في جميع الحالات تقريبًا.
تشمل العلامات والأعراض النموذجية لإصابة الأنف والجيوب التقشر والانسداد الأنفي والرعاف والسيلان وتشوه الأنف السرجي بسبب انثقاب الحاجز الأنفي. يُعد التهاب الطبقة الخارجية للعين (التهاب الصلبة وظاهر الصلبة) والتهاب الملتحمة أشيع العلامات العينية للورام الحبيبي الويغنري. تشيع إصابة العينين في هذا المرض إذ تحدث لدى أكثر من نصف المرضى.
- الكليتان: التهاب كبيبات الكلى التدريجي السريع (75%) الذي يقود إلى الداء الكلوي المزمن.
- إصابة السبيل التنفسي العلوي والعين والأذن
  - الأذن: ضعف السمع التوصيلي بسبب خلل وظيفة القناة السمعية (نفير أوستاش)، وخسارة السمع الحسية العصبية (بآلية غير واضحة).
  - جوف الفم: لثة الفراولة، وتخرب العظم الداعم للأسنان مع خسارة النسج السنية وظهور تقرحات لا نوعية على امتداد بطانة الفم.[8]
- الرغامى: تضيق تحت لسان المزمار.
- الرئتان: عقيدات رئوية (يشار إليها بآفات «القطع النقدية») وارتشاحات (تثير الشبهة غالبًا بالتهاب الرئة) وآفات جوفية، ونزف من الرئتين يسبب السعال المدمى، ونادرًا ما يحدث التضيق القصبي.
- التهاب المفاصل: ألم وتورم (60%) يُشخص في البدء غالبًا على أنه داء رثياني.
- الجلد: عقيدات تحت الجلد (حبيبومات) على المرفق وفرفريات وتظاهرات أخرى متنوعة.
- الجهاز العصبي: قد يحدث اعتلال أعصاب حسية (10%) ونادرًا اعتلال العصب الوحيد متعدد البؤر.
- القلب والسبيل الهضمي والدماغ والأعضاء الأخرى: نادرًا ما تُصاب.

## الأسباب
ما يزال سبب الورام الحبيبي الويغنري مجهولًا، لكن تملك المكروبات مثل البكتيريا والفيروسات والعوامل الوراثية دورًا في إمراضيته.

## الفسيولوجيا المرضية
تشمل الميزات المرضية النموذجية للورام الحبيبي الويغنري التهاب الأوعية الدموية المترافق مع ظهور أورام حبيبية سيئة التشكل مع تنخر نسيجي والعديد من الخلايا العملاقة.
افترض الباحثون أن العدوى بالمكورات العنقودية الذهبية يمثل العامل المحرض للمناعة الذاتية الموجودة لدى المصابين. تؤثر العديد من مورثات الجهاز المناعي مثل PTPN22 وCTLA4 ومستضد الكريات البيضاء البشرية على مدى خطورة تطور الورام الحبيبي الويغنري.
من المفترض حاليًا أن الأضداد السيتوبلازمية المضادة للعدلات مسؤولة عن العملية الالتهابية في المرض. تتفاعل الأضداد النموذجية مع البروتيناز 3، وهو إنزيم منتشر في الخلايا الحبيبية المعتدلة. وجدت الدراسات المخبرية ضمن الزجاج أن هذه الأضداد قادرة على تفعيل العدلات وزيادة التحامها بالبطانة الوعائية وتحريضها على إزالة التحبب الذي قد يضر بخلايا البطانة. من المفترض أن هذه الظاهرة تسبب أذيةً واسعةً لجدار الأوعية الدموية خاصةً الشرينات.

## التشخيص
يُشتبه بتشخيص الورام الحبيبي المرافق لالتهاب الأوعية فقط عندما يشكو المريض من أعراض غير مفسرة لفترة طويلة من الزمن. قد يساعد الكشف عن الأضداد السيتوبلازمية المضادة للعدلات على التشخيص، لكن إيجابيتها لا تؤكده وسلبيتها لا تنفيه. يحمل أكثر من 90% من المصابين هذه الأضداد، وتترافق الأضداد القابلة للتلوين في سيتوبلازما العدلات والتي تتفاعل مع البروتيناز 3 مع وجود المرض. تشيع إصابة الأذنين والأنف والحلق في هذا الداء مقارنةً بباقي حالات التهاب الأوعية المجهري المشابهة.
تُجرى خزعة من الكلية أو من الرئة عبر تنظير الصدر في حالات نادرة إذا أظهر المريض علامات على إصابة الكلية أو التهاب الأوعية الجلدية. تُظهر الخزعة تحت الفحص النسيجي المجهري التهاب أوعية كاسر للكريات البيض مع تبدلات تنخرية والتهاب ورمي حبيبي (تجمعات مرتبة نموذجيًا من الكريات البيضاء).
تمثل هذه الأورام الحبيبية السبب الرئيس لتسمية الورم الحبيبي مع التهاب الأوعية، لكنها ليست ميزة ثابتةً في جميع الحالات، إلا أن الورم الحبيبي المتنخر يُعد العلامة الفارقة في هذا المرض. قد تكون الخزعات غير محددة وتقدم 50% منها معلومات شحيحةً لا تساعد كثيرًا على تشخيص المرض.

## روابط خارجية
- Classification criteria by the American College of Rheumatology
- Largest Wegener's Granulomatosis/GPA patient support group